# Frea tuberculata
Frea tuberculata là một loài bọ cánh cứng trong họ Cerambycidae.